# Belle Isle (piosenka)
Belle Isle – piosenka tradycyjna nagrana przez Boba Dylana w 1970 roku. Wydana na albumie Self Portrait (1970).

## Historia i charakter utworu
Utwór ten został nagrany na siódmej sesji do albumu 5 marca 1970 r. Na sesjach: dziewiątej (12 marca), jedenastej (17 marca) i dwunastej (30 marca) dokonano instrumentalnych overdubbingów tej piosenki razem z innymi.
Na albumie Self Portrait Dylan figuruje jako autor piosenki. Jednak Michael Gray w swoim dwuczęściowym artykule opublikowanym w 1988 r. udowodnił, że jest to w istocie stara celtycka ballada, która z emigrantami przedostała się do Kanady.
Praźródłem piosenki jest ballada „Erin’s Green Shore”, na bazie której powstała piosenka „Loch Erin’s Sweet Riverside”. W Encyclopedia of Music in Canada (University of Toronto Press, 1981) kolejna wersja nosi tytuł „The Blooming Bright Star of Belle Isle”. W 1933 r. ballada ta została po raz pierwszy opublikowana w Ballads and Sea Songs of Newfoundland (Greenleaf & Mansfield, Cambridge, Massachusetts, 1933), a w 1973 r. w The Penguin Book of Canadian Folk Songs (Penguin, London, 1973).
Loch Erin (jezioro Erin, także Lough Erne) znajduje się w Irlandii Północnej, w hrabstwie Fermanagh. Na jeziorze znajduje się wyspa Belle Isle.

## Muzycy
Sesja 7
- Bob Dylan – gitara, harmonijka, wokal, pianino
- Al Kooper – gitara, instrumenty klawiszowe
- David Bromberg – gitara, gitara dobro
- Ron Cornelius – gitara, gitara dobro
- Stu Woods – gitara basowa
- Alvin Roger – perkusja
- Hilda Harris – chórki
- Maeretha Stewart – chórki
- Albertine Robinson – chórki

## Inne wersje
- Ed Tickett – Telling Takes Me Home (1972)
- In Transit – In Transit (1980)
- Band of British Grenadier – British Grenadiers (1987)